# Naohiro Ishikawa
Naohiro Ishikawa (jap. 石川直宏 Ishikawa Naohiro; ur. 12 maja 1981 roku w Tokio) - japoński piłkarz, reprezentant kraju.

## Statystyki
| Reprezentacja Japonii | Reprezentacja Japonii | Reprezentacja Japonii |
| Rok                   | Mecze                 | Gole                  |
| --------------------- | --------------------- | --------------------- |
| 2003                  | 1                     | 0                     |
| 2004                  | 1                     | 0                     |
| 2005                  | 0                     | 0                     |
| 2006                  | 0                     | 0                     |
| 2007                  | 0                     | 0                     |
| 2008                  | 0                     | 0                     |
| 2009                  | 2                     | 0                     |
| 2010                  | 1                     | 0                     |
| 2011                  | 0                     | 0                     |
| 2012                  | 1                     | 0                     |
| Razem                 | 6                     | 0                     |

## Osiągnięcia
- Puchar Cesarza: 2011
- Puchar J-League: 2004, 2009